# Humberto Marchena Villegas
Humberto Marchena Villegas (* Ayabaca,  1953 -   ),  es un contador público y político peruano. Alcalde de la Provincia de Ayabaca y del Distrito de Lagunas en 3 periodos.

## Biografía
Humberto Marchena nació en Lagunas, el 1 de mayo de 1953. Hizo sus estudios primarios en la Escuela Primaria Yapango Bajo - Ayabaca. 
Se inicia su  actuación política postulando como candidato de la Lista Independiente Ayabaca a la
Alcaldía de la Municipalidad Distrital de Lagunas, ganando la elección para el período 1996-1998, siendo reelecto para los periodos: 1999-2002 (candidato de la agrupación Vamos Vecino, y 2003-2006 (candidato del Movimiento Honor y Lealtad. En las elecciones regionales y municipales del Perú de 2006, postula a la Alcaldía de la Municipalidad Provincial de Ayabaca, por el Movimiento Alternativa Campesina, logrando ser electo para el periodo 2007-2010.
En febrero del 2010 anuncia su postulación a la reelección para la Alcaldía Provincial de Ayabaca, por el Movimiento Unidad Popular Regional Piura.